# IC 5242
IC 5242 ist eine Spiralgalaxie vom Hubble-Typ Sab im  Sternbild Pegasus am Nordsternhimmel. Sie ist schätzungsweise 328 Millionen Lichtjahre von der Milchstraße entfernt.
Das Objekt wurde am 9. November 1896 von  Stéphane Javelle entdeckt.